# Samuel Gaze
Pour les articles homonymes, voir Gaze (homonymie).
Samuel « Sam » Gaze, né le 12 décembre 1995, est un coureur cycliste néo-zélandais, membre de l'équipe Alpecin-Deceuninck. Spécialiste de VTT cross-country, il est notamment champion du monde de cross-country short track et champion du monde de cross-country marathon en 2022.

## Palmarès en VTT

### Jeux olympiques
- Paris 2024
  - 6e du cross-country

### Championnats du monde
- Nové Město 2016
  -  Champion du monde de cross-country espoirs
- Cairns 2017
  -  Champion du monde de cross-country espoirs
- Val di Sole 2021
  - 6e du cross-country
- Les Gets 2022/Haderslev 2022
  -  Champion du monde de cross-country short track
  -  Champion du monde de cross-country marathon
- Glasgow 2023
  -  Champion du monde de cross-country short track
  -  Médaillé d'argent du cross-country

### Coupe du monde
- Coupe du monde de cross-country juniors
  - 2013 : vainqueur d'une manche

- Coupe du monde de cross-country espoirs
  - 2014 : 9e du classement général
  - 2015 : 10e du classement général
  - 2016 : 2e du classement général, vainqueur de 2 manches

- Coupe du monde de cross-country élites
  - 2018 : 12e du classement général, vainqueur d'une manche et de 2 courses short track
  - 2021 : 47e du classement général
  - 2022 : 40e du classement général
  - 2023 : 40e du classement général
  - 2024 : 11e du classement général

- Coupe du monde de cross-country short track
  - 2022 : 20e du classement général, vainqueur d'une manche
  - 2023 : 27e du classement général
  - 2024 : 4e du classement général, vainqueur de deux manches

### Jeux du Commonwealth
- Glasgow 2014
  -  Médaillé d'argent du cross-country
- Gold Coast 2018
  -  Médaillé d'or du cross-country
- Birmingham 2022
  -  Médaillé d'or du cross-country

### Championnats d'Océanie
- 2013
  -  Championnats d'Océanie de cross-country eliminator
  -  Championnats d'Océanie de cross-country juniors
- 2014
  -  Championnats d'Océanie de cross-country espoirs
- 2018
  -  Médaillé d'argent du cross-country

### Championnats de Nouvelle-Zélande
- Champion de Nouvelle-Zélande de cross-country : 2014 et 2016

## Palmarès sur route

### Par année
- 2017
  -  Champion de Nouvelle-Zélande du critérium
  - Lake Taupo Cycle Challenge
- 2018
  -  Champion de Nouvelle-Zélande du critérium
  - Prologue du Tour de Southland (contre-la-montre par équipes)
  - 3e du Tour de Southland

### Résultats sur les grands tours

#### Tour d'Espagne
1 participation
- 2023 : abandon (8e étape)

### Classements mondiaux
| Année                                 | 2020  | 2021 | 2022  | 2023  |
| ------------------------------------- | ----- | ---- | ----- | ----- |
| Classement mondial                    | 2000e | nc   | 2141e | 1740e |
| UCI Oceania Tour                      | 98e   | nc   | 93e   | 84e   |
|                                       |       |      |       |       |
| Légende : nc = non classéSource : UCI |       |      |       |       |